# Quanto dura un'ora
Quanto dura un'ora è un singolo della cantautrice italiana Malika Ayane terzo estratto dall'album in studio Domino.
Viene immesso nella rotazione radiofonica a partire dal 7 dicembre 2018.

## Video musicale
Il videoclip di Quanto dura un'ora, viene pubblicato su YouTube il 12 dicembre 2018. Come i videoclip di Stracciabudella e Sogni tra i capelli, è stato girato dal regista Neo Zelandese Sam Kristofski.